# Фалкан, Ямагучи
Ямагучи Фалкан Флорентину (порт. Yamaguchi Falcão Florentino; род. 24 декабря 1987, Сан-Матеус, Бразилия) — бразильский боксёр-профессионал, выступающий в средней, во второй средней, в полутяжёлой и в первой тяжёлой весовых категориях. Бронзовый призёр Олимпийских игр (2012), серебряный призёр Панамериканских игр (2011) и бронзовый призёр Южноамериканских игр (2010) в любителях.
Среди профессионалов действующий чемпион Латинской Америки по версии WBC Latino (2021—н. в.) и бывший чемпион Америки по версии ABF Continental Americas (2021—2022) во 2-м среднем весе. И бывший чемпион Латинской Америки по версии WBC Latino (2016—2018) в среднем весе. И бывший чемпион Бразилии (2021—2022) в 1-м тяжёлом весе
Его младший брат Эскива также боксёр.

## Любительская карьера
Участвовал на чемпионате мира 2009 года в Милане, где проиграл узбекскому боксёру Аббосу Атоеву в третьем круге.
Участвовал на чемпионате мира 2011 года в Баку, где проиграл другому узбекскому боксёру Эльшоду Расулову также в третьем круге.
Участник Олимпиады 2012 года в Лондоне, бронзовый призёр Олимпиады в Лондоне.
На Олимпиаде-2012 победил индийского боксёра Сумита Сангвана (15-14), китайца Мэна Фаньлуна решением судей (17-17). В четвертьфинале в бою с кубинцем Хулио Сесаром ла Крусом выиграл со счетом 18-15. Но в полуфинале проиграл россиянину Егору Мехонцеву.

## Профессиональная карьера
25 января 2014 года в Сантусе (Бразилия) дебютировал на профессиональном ринге, в средней весовой категории, в 4-х раундовом бою против небитого аргентинца Мартина Фиделя Риоса (10-0-2). Но этот бой был остановлен после окончания 2-го раунда и был признан несостоявшимся, а оба боксёра были дисквалифицированы. Его первый успешный бой на профессиональном ринге состоялся 26 апреля 2014 года в Карсоне (США) когда он единогласным решением судей (счёт: 40-36 — трижды) победил мексиканца Фернандо Наджера (0-1).
5 мая 2017 года в Лас-Вегасе (США) единогласным решением судей (счёт: 100-90 — трижды) победил небитого американца Моргана Фитча (18-0-1).
11 декабря 2022 года в Орландо (США) досрочно техническим нокаутом в 7-м раунде победил возрастного джорнимена из Ганы Эрнеста Амузу (26-7, 22 КО).

## Статистика профессиональных боёв
В таблице перечислены результаты всех поединков боксёров.
В каждой строке указан результат поединка. Дополнительно номер поединка обозначен цветом, который обозначает итог поединка. Расшифровка обозначений и цветов представлена в нижеследующей таблице.
| Пример | Расшифровка                     |
| ------ | ------------------------------- |
|        | Победа                          |
|        | Ничья                           |
|        | Поражение                       |
|        | Планируемый поединок            |
|        | Поединок признан несостоявшимся |
| КО     | Нокаут                          |
| ТКО    | Технический нокаут              |
| PTS    | Решение судей (по очкам)        |
| UD     | Единогласное решение судей      |
| MD     | Решение большинства судей       |
| SD     | Раздельное решение судей        |
| RTD    | Отказ от продолжения боя        |
| DQ     | Дисквалификация                 |
| NC     | Поединок признан несостоявшимся |

| 27 поединков, 24 победы (10 нокаутом), 1 ничья, 1 поражение, 1 несостоявшийся. | 27 поединков, 24 победы (10 нокаутом), 1 ничья, 1 поражение, 1 несостоявшийся. | 27 поединков, 24 победы (10 нокаутом), 1 ничья, 1 поражение, 1 несостоявшийся. | 27 поединков, 24 победы (10 нокаутом), 1 ничья, 1 поражение, 1 несостоявшийся. | 27 поединков, 24 победы (10 нокаутом), 1 ничья, 1 поражение, 1 несостоявшийся. | 27 поединков, 24 победы (10 нокаутом), 1 ничья, 1 поражение, 1 несостоявшийся. | 27 поединков, 24 победы (10 нокаутом), 1 ничья, 1 поражение, 1 несостоявшийся.                                                               |
| Бой                                                                            | Рекорд                                                                         | Дата боя                                                                       | Соперник                                                                       | Место проведения боя                                                           | Раундов, время                                                                 | Дополнительно |
| ------------------------------------------------------------------------------ | ------------------------------------------------------------------------------ | ------------------------------------------------------------------------------ | ------------------------------------------------------------------------------ | ------------------------------------------------------------------------------ | ------------------------------------------------------------------------------ | --- |
| 27                                                                             | 24-1-1 (1)                                                                     | 11 декабря 2022                                                                | Эрнест Амузу (26-7)                                                            | Caribe Royale Orlando, Орландо, Флорида, США                                   | TKO 7 (10), 0:49                                                               | |
| …                                                                              |                                                                                |                                                                                |                                                                                |                                                                                |                                                                                | |
| 21                                                                             | 18-1-1 (1)                                                                     | 21 августа 2021                                                                | Жилберту Перейра душ Сантуш (16-11)                                            | Clube Mogiano, Можи-Мирин, штат Сан-Паулу, Бразилия                            | UD 10 (10)                                                                     | Счёт судей: 99-90, 100-89 (дважды). Завоевал вакантные титулы чемпиона по версиям WBC Latino и ABF Continental Americas во 2-м среднем весе. |
| Перешёл во второй средний вес — 168 фунтов (до 76,2 кг).                       |                                                                                |                                                                                |                                                                                |                                                                                |                                                                                | |
| 20                                                                             | 17-1-1 (1)                                                                     | 24 июля 2021                                                                   | Клебсон Тубарао (3-1-1)                                                        | Coliseu Boxe Center, Гуарульюс, штат Сан-Паулу, Бразилия                       | TKO 1 (10), 1:24                                                               | Завоевал вакантный титул чемпиона Бразилии в 1-м тяжёлом весе.                                                                               |
| Бой в первом тяжёлом весе — 200 фунтов (до 90,72 кг).                          |                                                                                |                                                                                |                                                                                |                                                                                |                                                                                | |
| Перерыв длинною в 1 год и 8 месяцев                                            |                                                                                |                                                                                |                                                                                |                                                                                |                                                                                | |
| 19                                                                             | 16-1-1 (1)                                                                     | 5 декабря 2019                                                                 | Димитриус Баллард (20-0)                                                       | The Hangar, Коста-Меса, Калифорния, США                                        | MD 10 (10)                                                                     | Счёт судей: 93-97, 95-95 (дважды). Бой за вакантный титул чемпиона Северной Америки по версии NABF в среднем весе.                           |
| 18                                                                             | 16-0-1 (1)                                                                     | 2 мая 2019                                                                     | Кристофер Пирсон (16-2)                                                        | Hard Rock Hotel and Casino, Лас-Вегас, Невада, США                             | UD 10 (10)                                                                     | Счёт судей: 93-97, 94-96 (дважды). Бой за вакантный титул чемпиона Латинской Америки по версиям WBC Latino в среднем весе.                   |
| 17                                                                             | 16-0 (1)                                                                       | 21 июля 2018                                                                   | Элиас Эспадас (17-3)                                                           | Hard Rock Hotel and Casino, Лас-Вегас, Невада, США                             | UD 10 (10)                                                                     | Счёт судей: 95-93, 96-92 (дважды). |
| 16                                                                             | 15-0 (1)                                                                       | 31 марта 2018                                                                  | Ричард Гутьеррес (30-17-2)                                                     | Marina Bay SportsPlex, Куинси, Массачусетс, США                                | UD 8 (8)                                                                       | Счёт судей: 79-73, 78-71, 78-72. |
| 15                                                                             | 14-0 (1)                                                                       | 12 августа 2017                                                                | Таронзе Вашингтон (17-23)                                                      | A La Carte Event Pavilion, Тампа, Флорида, США                                 | TKO 4 (10), 2:59                                                               | |
| 14                                                                             | 13-0 (1)                                                                       | 5 мая 2017                                                                     | Морган Фитч (18-0-1)                                                           | MGM Grand Garden Arena, Лас-Вегас, Невада, США                                 | UD 10 (10)                                                                     | Счёт судей: 100-90 (трижды). |
| Бои в среднем весе — 160 фунтов (до 72,57 кг).                                 |                                                                                |                                                                                |                                                                                |                                                                                |                                                                                | |
| Бой                                                                            | Рекорд                                                                         | Дата боя                                                                       | Соперник                                                                       | Место проведения боя                                                           | Раундов, время                                                                 | Дополнительно |